# متلاحية
المُتَلاَحِيَة أو قرنيات اللحى أو فصيلة سيراتوبوجونيدي (الاسم العلمي: Ceratopogonidae)، هي فصيلة حشرات من ذوات الجناحين. يبلغ أطوالها 1-3 مم بشكل عام. تضم الفصيلة أكثر من 5000 نوع، موزعة في جميع أنحاء العالم ، باستثناء القطب الجنوبي والقطب الشمالي.

## معرض صور

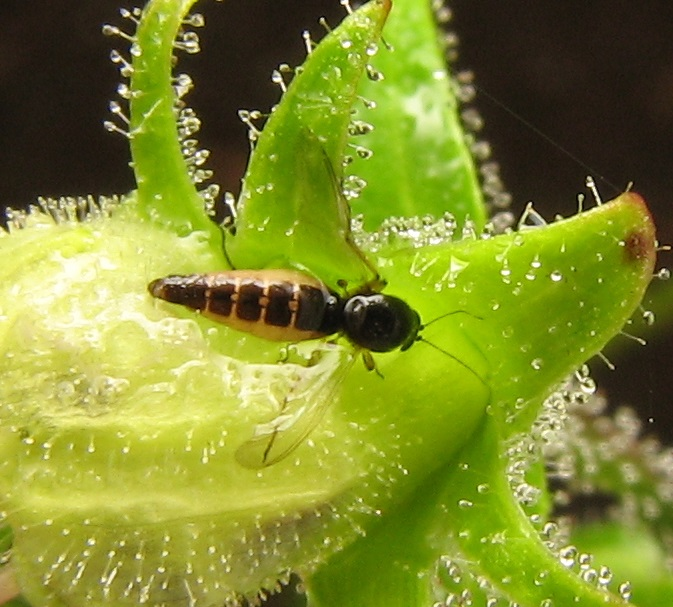
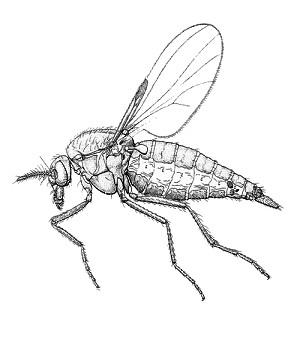
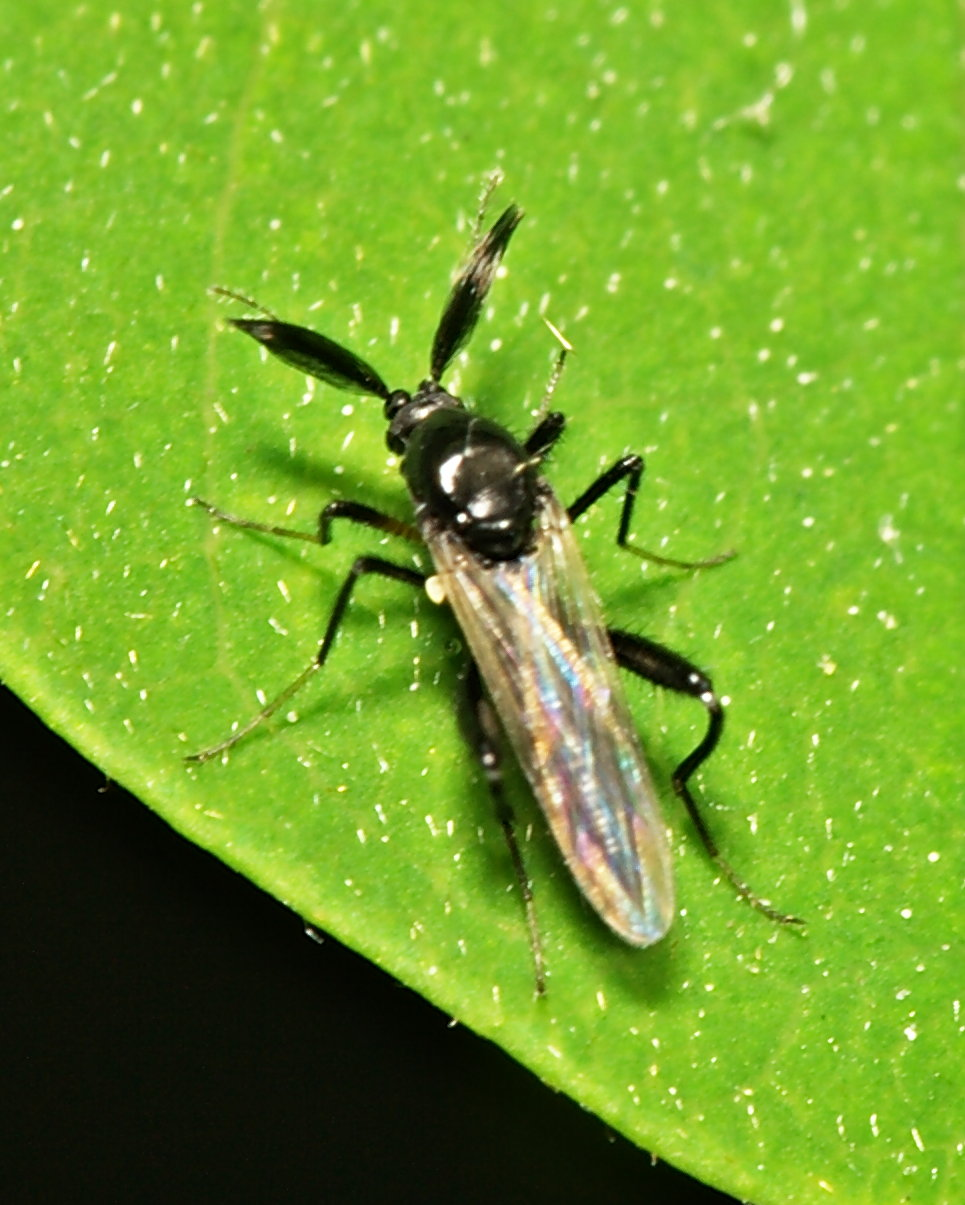
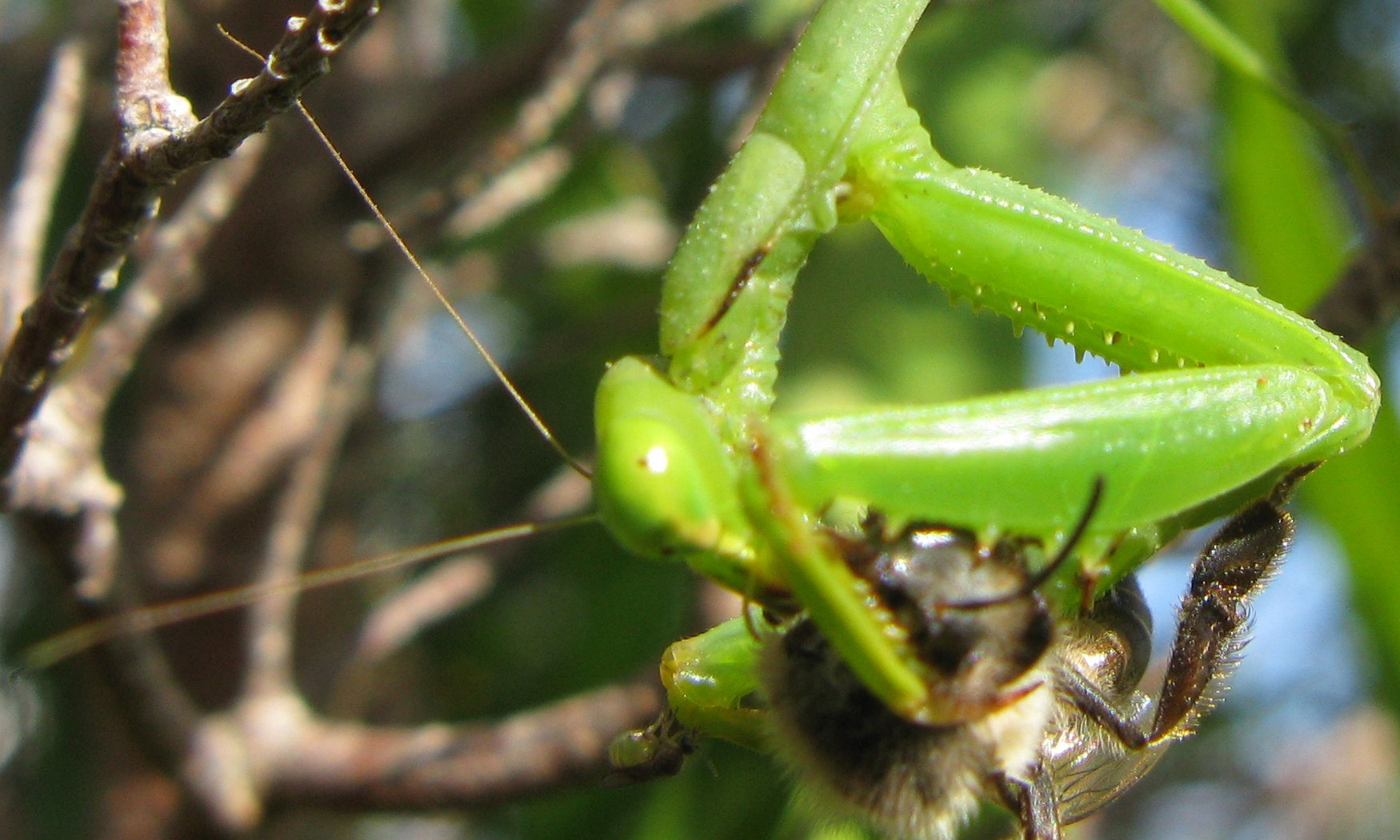